# Lazkao
Lazkao en basque ou Lazcano en espagnol est une commune du Guipuscoa dans la communauté autonome du Pays basque en Espagne.

## Toponymie
Jusqu'en 1980, le toponyme officiel de la municipalité était Lazcano, le nom traditionnel castillan. Il est aujourd'hui remplacé par le basque Lazkao par résolution 24-07-1980 (Bulletin officiel du Pays basque du 10-10-1980 et BOE 22-04-1989).

## Géographie
La municipalité de Lazkao se trouve dans la province du Gipuzkoa, dans la comarque du Goierri, sur les rives de la rivière Agauntza. Elle est située à 19 km au sud de Tolosa. La superficie de son territoire municipal est de 11,4 km2.
Lazkao est entourée par les montagnes Txindoki, Ernio, Larraitz, Aizkorri et le massif d'Aralar.
On accède à Lazkao au moyen de la route régionale C-130, qui unit les localités de Beasain et d'Etxarri-Aranatz.

## Faune et flore

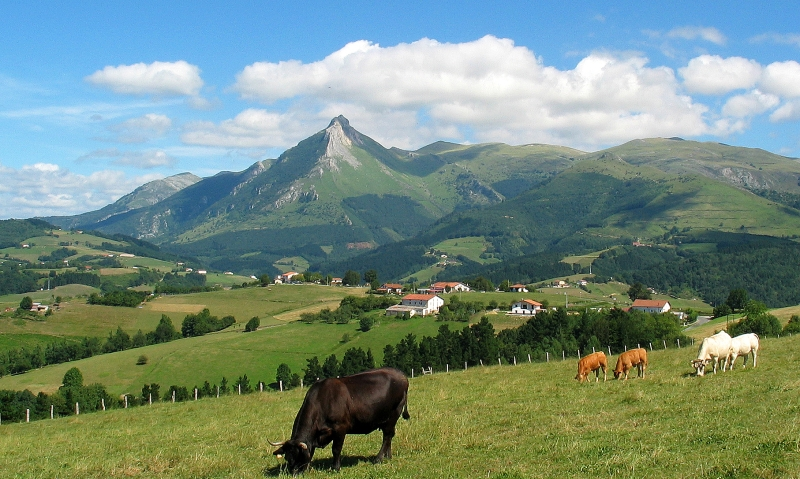
Le mont Txindoki

Formations végétales hêtraies et d'ifs, faune de montagne. Il s'agit d'un espace montagneux d'intérêt géologique, pour les formations qu'il contient. Il présente un relief abrupt, et occupe une extension de 10 956 Hectares. Parmi la végétation du parc, il ressort, de par leur intérêt botanique, l'if cantabrique d'Ataun, et les hêtraies avec l'if Akaitz-Sastani. On trouve aussi une végétation rupicole, et alises, mais le plus étendu sont les bruyères, et les prairies, qui ont une utilisation pour l'élevage. La faune du lieu est composée, principalement, par des rapaces et mammifères, en pouvant observer dans le parc des faucons pèlerins, vautours fauves, Percnoptères, lynx d'Espagne, vison d'Europe, desman des Pyrénées, sanglier, chevreuil, renard, et beaucoup d'autres animaux, qui vivent dans des zones montagneuses.

## Patrimoine
Le monument le plus important est le palais des Lazkao. La nature offre aussi de beaux endroits, surtout à Aralar.

### Patrimoine civil
Palais de Lazkao, situé dans le noyau historique de ville, de style castillan du XVIIe siècle. À souligner le blason nobiliaire sur la façade et une cour intérieure avec une source centrale et une galerie autour.

### Patrimoine religieux
- Couvent des Bénédictines, monastère de Sainte-Croix, fondé en 1640 par María Lazcano dans la demeure des seigneurs de Lazcano. Couvent des Religieuses Bernardines, monastère de Sainte Ana, occupé actuellement par des religieuses cisterciennes, fondé au XVIIe siècle par María Lazcano, conjointe de l'zmiral Oquendo.
- Église paroissiale de San Miguel, de style gothique. Nef unique et plante de salon. Il abrite une Vierge de l'Espoir du XIVe siècle.
- Ermitage de San Prudencio, dans les alentours de la municipalité. On y trouve une Andra Mari du XIVe siècle et une représentation de San Prudencio.
- Ermitage de San Juan Evangelista, sur la route de Navarre.
- Ermitage de San Juan Ante Portam-Latinam ou San Juan Txiki, dans le quartier de Lazkaomendi.

## Fêtes et traditions
À Lazkao se tiennent diverses fêtes tout au long de l'année. À souligner le jour de l'Astotxo (premier dimanche après la fête des Rois Mages), San Prudencio (28 avril) et San Miguel (29 septembre).

## Personnalités
- Josu Sarriegi Zumarraga (°1979) : footballeur du Panathinaikos.
- Joseba Beloki (°1973) : ex-cycliste professionnel.
- Josune Bereziartu (1972) : grimpeuse escalade.
- Josean Querejeta (°1957) : ex-joueur international de basket-ball et actuel président du club Tau Vitoria.
- Francisco Garmendia (1924-2005) : fut évêque du Bronx. Premier évêque hispano dans l'archidiocèse de New York.
- Lazkao Txiki (1926-1993) : bertsolari.
- Francisco Areso (1872-1954) : musicien et compositeur. Il a une rue à son nom dans le village.
- Miren Aranburu : actrice, chanteuse et peintre née à Lazkao.
- Iñaki Arkarazo (°1961) : musicien, compositeur et producteur qui a travaillé à ETB.
- Santiago Auzmendi (°1940) : couturier et athlète. Aujourd'hui gérant d'un commerce à Saint-Sébastien.
- Felipe Barandiaran Mujika : acteur qui a travaillé dans les doublages.
- Joxemari Urteaga (°1961) : écrivain et professeur de basque, réside actuellement à Ondarroa.
- Kaki Arkarazo : musicien, instrumentiste et producteur musical.

Cette ville a une renommée mondiale pour avoir l'ancien manoir des Mendoza, qui seront anoblis plus tard avec le Duché de l'Infante.

### Sources
- (es) Cet article est partiellement ou en totalité issu de l’article de Wikipédia en espagnol intitulé « Lazcano » (voir la liste des auteurs).